# Universidad Nacional de General Sarmiento
La Universidad Nacional de General Sarmiento (UNGS) es una universidad pública argentina cuya misión es la creación, la construcción, la enseñanza y la comunicación de conocimientos de manera crítica y democrática a partir de sus actividades principales: la formación, la investigación, la promoción del desarrollo tecnológico y social y la promoción de la cultura en todas sus manifestaciones. De esta forma se propone contribuir al desarrollo local, nacional, regional e internacional, e intervenir activamente en la realización de una sociedad democrática, justa e igualitaria.
Dicta 22 carreras de grado entre licenciaturas, profesorados universitarios e ingenierías, cuatro tecnicaturas superiores y 16 posgrados. Además diplomaturas y cursos de formación continua.
Su Campus se encuentra en Juan María Gutiérrez 1150, ciudad de Los Polvorines, Partido de Malvinas Argentinas, al noroeste del Gran Buenos Aires. La UNGS cuenta además con un Centro Cultural que está ubicado en San Miguel.
Forma parte de la red de institutos llamada "Universidades del conurbano", siendo la UNGS una de las más prestigiosa y de excelencia educativa, con plantel docente especializado.

## Historia
La Universidad Nacional de General Sarmiento fue creada el 20 de mayo de 1992 por Ley Nacional n.º 24.082 y fundada en 1993 cuando se nombró al Rector Organizador Roberto Nöel Domecq y a la Comisión Asesora. La UNGS debe su nombre al entonces partido de General Sarmiento, que luego en 1994 fue dividido en tres y son los actuales partidos de San Miguel, José C. Paz y Malvinas Argentinas. Precisamente es en este último donde se encuentra el Campus Universitario.
Desde su fundación, la Universidad adoptó como principio la vinculación entre la formación, la investigación crítica de los problemas que afectan a la sociedad y la búsqueda de alternativas de acción para su superación.
El aspecto central de su actividad es contribuir a la democratización de la enseñanza, al acceso al conocimiento por parte de todos los sectores de la sociedad y a la búsqueda de la excelencia académica, asumiendo una estrategia pedagógica centrada en asegurar una sólida formación básica y específica de los estudiantes. Dentro de ese marco, la Universidad ofrece carreras de grado gratuitas, títulos de validez nacional, becas de estudio, becas académicas para formación en docencia, en investigación, en gestión y en servicios a la comunidad, apoyo tutorial personalizado, una biblioteca moderna y eficiente de acceso público y gratuito y espacio académico de calidad.

## Oferta académica
La oferta formativa de la UNGS se destaca por la innovación de sus propuestas, ya que fueron pensadas con el objetivo de dar respuesta a las necesidades y problemas locales y regionales.

### Carreras de pregrado
Las tecnicaturas superiores tienen una duración de 3 años. Son carreras universitarias de pregrado orientadas a desarrollar capacidades profesionales técnicas y tecnologías aplicadas, enmarcadas en una formación científica y de alta calidad. 
| Tecnicaturas superiores                                                                 |
| --------------------------------------------------------------------------------------- |
| Tecnicatura Universitaria en Química                                                    |
| Tecnicatura Universitaria en Informática                                                |
| Tecnicatura Universitaria en Sistemas de Información Geográfica (SIG)                   |
| Tecnicatura Universitaria en Automatización y Control                                   |
| Tecnicatura Universitaria en Gestión Ambiental (en etapa de implementación)             |
| Tecnicatura Universitaria en Gestión de Servicios de Salud (en etapa de implementación) |

### Posgrados
Además se imparten cursos de formación continua, dirigidos a profesionales o equivalentes.
La UNGS también ofrece a través del área de Formación Continua diplomaturas gratuitas en el campo de las artes y dicta cursos y talleres de formación profesional.
Además de las carreras de Grado, la universidad adopta una postura muy abierta a la comunidad. En este sentido, la primera acción fue la creación de una Escuela para Adultos en 2000, dirigida por el Profesor Juan Bautista Carlutti, que desarrolló una labor excepcional que mereció ser distinguida la Escuela como la "Experiencia Educativa más importante" del año 2000. El acto se llevó a cabo en el Predio Municipal con la presencia del director general de Cultura y Educación de la Provincia de Buenos Aires, Profesor Mario Oporto quién tuvo palabras de elogio por la excelente iniciativa gestada por la Inspectora María Costilla y concretada exitosamente por el Profesor Juan Carlutti.
Fue la primera en el país que funciona en una casa de Altos Estudios.
En 2003 se firmó, por iniciativa del Profesor Juan Carlutti, un acuerdo con una Escuela Media de la zona y comienza a desarrollar su tarea un Bachillerato para Adultos.
En 2008 comienza a funcionar la Escuela Infantil para hijos de alumnos, personal no docente y docentes. El 27 de octubre de 2022 se realizó el acto de imposición de nombre que pasó a ser María Elena Walsh.
También en el campus de la universidad funciona una escuela secundaria con orientaciones en comunicación, lenguas extranjeras y tecnicatura en electrónica.

## Institucional

### Institutos de investigación y docencia
La UNGS está organizada por Institutos interdisciplinarios de investigación y docencia (a diferencia de la facultades que comúnmente tienen las universidades) que buscan dar respuesta a problemática actuales relacionadas con la industria, la ciencia, la ciudad y el conocimiento. Los Institutos son:
- Instituto de Ciencias (ICI): Tiene a su cargo el dictado de cursos para casi todas las carreras de grado y pregrado; asimismo, es responsable de una oferta formativa de posgrado con un horizonte temático sumamente diversificado. El ICI genera acciones de vinculación con la comunidad que procuran acompañar la política pública en sus múltiples propuestas que van desde proyectos de voluntariado hasta proyectos de vinculación tecnológica. En el campo de la investigación cuenta con equipos que vienen sosteniendo de manera creciente un importante flujo de contribuciones relevantes en sus áreas de incumbencia que abarcan registros sociales, científicos y tecnológicos.[8]
- Instituto del Conurbano (ICO): Investiga la problemática moderna de las ciudades, en particular la Región Metropolitana de Buenos Aires, con el propósito de formar profesionales altamente capacitados para intervenir en procesos de desarrollo sustentables, equitativos y democráticos.
- Instituto del Desarrollo Humano (IDH): es el responsable del aprestamiento académico de los estudiantes que ingresan a la Universidad, de la formación de docentes para los diversos niveles de enseñanza, y de los estudios de grado y de posgrado en la educación, la comunicación, la política y la cultura. Busca nuevas respuestas de formación en dichos campos desde la perspectiva del desarrollo humano sostenible.
- Instituto de Industria (IDEI): tiene como preocupación central la problemática productiva en el mundo actual y pone el acento en las pequeñas y medianas empresas. Forma profesionales de alto nivel científico y técnico para cubrir las necesidades de recursos humanos en diferentes áreas temáticas vinculadas con la producción. Investiga, desde una perspectiva multidisciplinaria, las condiciones tecnológicas, económicas, sociales y políticas de los agentes económicos, con acento en PYMES. Desde su experiencia brinda servicios a la comunidad.[9]

### Centro de Servicios y acciones con la comunidad
Es la unidad de vinculación entre estudiantes, investigadores docentes, personal técnico-administrativo no docentes y la comunidad, asumiendo como funciones principales la gestión, promoción y visibilización de los servicios y acciones con la comunidad.

### Centro Cultural
El Centro Cultural de la Universidad, ubicado en San Miguel, consta de distintas áreas:
El Centro de las Artes, que tiene a su cargo el dictado de cursos abiertos a toda la comunidad. Cuenta con una sala de exposiciones, una sala de teatro y un gran surtido de cursos y talleres que abarcan distintas ramas de la música (instrumentos musicales, canto, interpretación musical), el arte (dibujo, historieta, pintura, escultura), y culturas autóctonas (telares, idioma quechua, etc).
El Museo Interactivo de Ciencia, Tecnología y Sociedad, Imaginario. Este es un museo interactivo que cubre las áreas de Matemática, Ciencia Naturales (Física, Química, Biología, Ecología, etc.) y la de Ciencias Sociales (Historia, Filosofía, Geografía, etc.). Ambas secciones funcionan de manera coordinada, poniendo énfasis en la interdisciplinariedad. Las visitas a las diferentes salas del museo están siempre a cargo de guías animadores. Estos son estudiantes avanzados o graduados de las diferentes carreras de la universidad. El Museo además cuenta con actividades especiales que tienen como objetivo acercar a la comunidad la ciencia e incentivar su estudio. Algunas de dichas actividades son la realización de visitas guiadas tanto a instituciones educativas, como a particulares, y el dictado de cursos y talleres, entre los que destaca el curso de astronomía, que se dicta en diversos niveles.
El Museo de la Lengua UNGS es un espacio que, por medio de distintas propuestas interactivas y lúdicas, se propone sensibilizar y hacer reflexionar a los visitantes sobre una serie de cuestiones que involucran la lengua y que suelen pasar desapercibidas, no solo por falta de información sino también por prejuicios fuertemente enraizados en la sociedad. Funciona en el Campus Universitario de Los Polvorines (Juan María Gutiérrez 1150)
El Multiespacio Cultural, se encuentra en el Campus Universitario de Los Polvorines y cuenta con un auditorio para 550 personas, un anfiteatro al aire libre para 450.
El área de formación Continua, que dicta cursos y talleres de capacitación para la comunidad.

### Escuela Secundaria
A comienzos de 2015, la UNGS puso en funcionamiento su Escuela Secundaria, que abrió sus puertas con dos modalidades: Técnica, con especialización en Electrónica, y Bachillerato, con dos orientaciones, una en Comunicación y otra en Lenguas Extranjeras. Además, para el ciclo superior de los bachilleratos, se prevé una oferta de formación profesional en producción multimedial interactiva. La escuela se crea en el marco del Proyecto de Creación de Escuelas Secundarias en Universidades Públicas del Ministerio de Educación de la Nación y cuenta con financiamiento de ese Ministerio para la construcción del edificio (que se localizará en un terreno aledaño al Campus), el equipamiento y la planta de personal directivo, docente y no docente.

### Campus
34°31′20″S 58°42′00″O / -34.52222, -58.70000
La Universidad cuenta con un campus donde se encuentran ubicados sus cuatro Institutos y desde allí se dictan todas las carreras. Posee laboratorios de física, química, ingeniería, ecología, comunicación y laboratorio de sistemas de información geográfica, entre otros.
En el campus se encuentra también la Unidad de Biblioteca y Documentación (UByD), que cuenta con cerca de 100.000 volúmenes, cien puestos de lectura, acceso a internet y una completa videoteca; un Multiespacio Cultural con un auditorio para 550 personas, un anfiteatro al aire libre para 450, donde se presenta una programación artística sostenida y es sede de congresos, actos académicos, disertaciones y exhibiciones; también una Librería que ofrece un amplio surtido de libros de la propia UNGS y también otras editoriales universitarias y comerciales.
El Campus alberga a la Escuela Infantil y Sala de Juegos Multiedad, destinada a hijos de estudiantes y trabajadores de la Universidad; 
Servicios y beneficios para estudiantes
La UNGS trabaja sobre diferentes acciones e iniciativas para facilitar la transición entre la escuela media y la Universidad y para favorecer la inserción del estudiante y acompañarlos en el proceso de enseñanza-aprendizaje. Una de estas iniciativas es el amplio Programa de Becas de Estudio destinado tanto a los ingresantes al CAU como a los estudiantes del primer o segundo ciclo universitario.
Desde el área de Bienestar Universitario, la UNGS ofrece diversos servicios, beneficios y actividades para sus estudiantes. Entre ellos se encuentran la bolsa de trabajo, las actividades de educación física y recreación, el programa de cuidado y prevención de la salud, el servicio de transporte circular con una frecuencia de veinte minutos, que hace un recorrido circular por la zona: salida desde la universidad hasta la estación ferroviaria General Lemos y vuelta, con sus correspondientes paradas en camino.
El área de Orientación y apoyo al estudiante cumple una tarea fundamental en el acompañamiento del estudiante con charlas sobre la vida universitaria, atención individual para orientación vocacional y apoyo pedagógico, tutorías y talleres para la mejor inserción en el mundo profesional. Más información
La Universidad brinda también un servicio de transporte gratuito.
Deportes: La UNGS tiene equipos de fútbol 11 (masculino); vóley y balonmano (masculino y femenino), hockey (femenino), natación y tenis, que participan de los Juegos Nacionales Universitarios y de la Liga Universitaria. También se organizan maratones anuales y campamentos estudiantiles. Recientemente la UNGS compró un predio detrás del campus universitario donde se realizan todas las deportivas.

## Investigación
La función de investigación en la Universidad se considera una dimensión fundamental e indisociable de la práctica de la enseñanza; contribuye a mantener actualizados los espacios curriculares y da sustento teórico y práctico a la promoción del desarrollo tecnológico y social, y a la gestión de la Universidad. La propuesta científica de la UNGS se organiza institucionalmente en áreas y líneas de investigación que son definidas en los institutos que forman parte de la UNGS y también se organiza en función de programas de investigación interinstituto:
- El Instituto de Ciencias investiga en las siguientes áreas: Biología y Bioinformática; Computación; Economía; Filosofía; Física; Historia; Química; Matemática; Popularización de la Ciencia; y Sociología.
- El Instituto del Conurbano cuenta con las siguientes áreas de investigación: Estado, Gobierno y Administración Pública; Ecología; Política Social; Tecnologías de la Información Geográfica y Análisis Espacial; Sistemas Económicos Urbanos; y Urbanismo.
- El Instituto del Desarrollo Humano tiene las siguientes áreas de investigación: Política; Matemática; Historia; Física; Filosofía; Educación; Economía; Cultura; Ciencias del lenguaje; y Comunicación.
- El Instituto de Industria investiga sobre las siguientes áreas: Administración y gestión; Automatización; Ciencias y tecnologías básicas; Economía del conocimiento; Economía Política; Energía para el desarrollo sustentable; Informática Industrial; Ingeniería química para la sustentabilidad; Nuevos emprendimientos y emprendedores; Sistemas complejos.

Química ambiental
El área de química ambiental centra sus proyectos vinculados particularmente a aspectos de los sistemas productivos, ya sea de índole agraria o industrial. Los proyectos se focalizan en el biotratamiento de efluentes industriales, en los efectos ambientales del uso de productos fitosanitarios y plásticos en la agricultura periurbana y en la formulación y diseño de biosensores de moléculas orgánicas pequeñas en el ambiente.
Ciencias y tecnologías básicas
El área trabaja en la investigación de métodos y en el desarrollo de dispositivos tecnológicos para la inclusión, la educación y las ciencias médicas. En los últimos años ha desarrollado, entre otros dispositivos, un juego de enseñanza y aprendizaje de matemática para ciegos, y simuladores para la salud, es el caso de los fantomas de corazón y de lesiones de mamas, en colaboración con la Comisión Nacional de Energía Atómica (CNEA) y el Instituto de Oncología Ángel Roffo.
Conflictos ambientales
Distintos equipos de investigación de UNGS abordan la problemática de los conflictos ambientales desde diversas perspectivas. Basura, minería a cielo abierto, pueblos fumigados, agrotóxicos, conflictos de proximidad, desarrollo de mega emprendimientos turísticos y urbanos, son algunos de los conflictos abordados. La UNGS es además una de las instituciones organizadoras del Congreso Latinoamericano sobre Conflictos Urbanos (Colca).
Programa de Investigación Interinstitutos sobre Empleo, Trabajo y Producción (PIETP) analiza, desde varias disciplinas, diferentes cuestiones socioeconómicas relativas a los ejes principales de conformación del Programa: empleo, trabajo y producción.

## Sistema de gobierno
Según el Artículo 9 de la Sección II del Estatuto General de la Universidad, "el gobierno de la Universidad es ejercido a través de los siguientes órganos: la Asamblea Universitaria, el Consejo Superior, el Rector, los Consejos de Institutos y los Directores de Institutos".

### Rectores y rectoras
| Período          | Rector                                    | Vicerrector                  |
| ---------------- | ----------------------------------------- | ---------------------------- |
| 1993 a 1998      | Roberto Nöel Domecq, (Rector Organizador) | n/d                          |
| 1998 a 2002      | José Luis Coraggio                        | Lic. Susana Hintze           |
| 2002 a 2006      | Lic. Silvio Israel Feldman                | Ing. Marcelo Oscar Fernández |
| 2006 a 2010      | Lic. Silvio Israel Feldman, (reelecto)    | Ing. Marcelo Oscar Fernández |
| 2010 a 2014      | Dr. Eduardo Rinesi                        | Dr. Gustavo Kohan            |
| 2014 a 2018      | Dra. Gabriela Diker                       | Lic. Pablo Bonaldi           |
| 2018 a 2022 [14] | Dra. Gabriela Diker                       | Lic. Pablo Bonaldi           |
| 2022 a 2026      | Dra. Flavia Terigi                        | Dr. Germán Pinazo            |